# Drygrange Old Bridge
Die Drygrange Old Bridge ist eine ehemalige Straßenbrücke nahe der schottischen Ortschaft Newstead in der Council Area Scottish Borders. Das heute nur noch von Fußgängern genutzte Bauwerk wurde 1971 in die schottischen Denkmallisten in der höchsten Denkmalkategorie A aufgenommen.

## Geschichte
Die Brücke wurde zwischen 1776 und 1780 nach einem Entwurf des schottischen Ingenieurs Alexander Stevens senior erbaut. Bis zur Eröffnungen der nebengelegenen neuen Straßenbrücke, führte die Drygrange Old Bridge die A68. Heute ist die Brücke für den motorisierten Verkehr gesperrt.

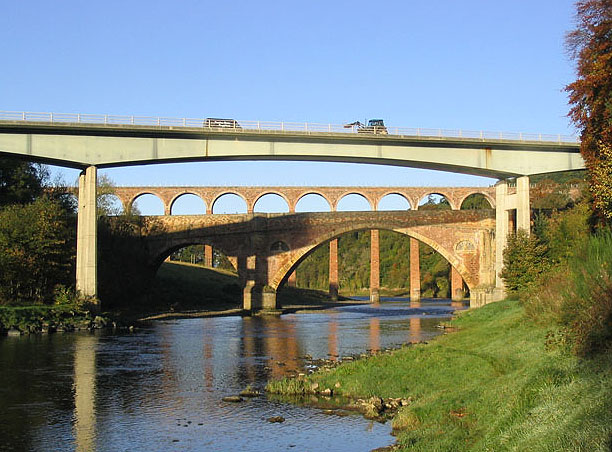
„Tripontium“

Nahe der Drygrange Old Bridge queren mit ihrer modernen Nachfolgerbrücke sowie dem Leaderfoot Viaduct drei Brücken den Tweed. In Anlehnung an das nahegelegene römische Feldlager Trimontium, wird die Abfolge der drei Brücken scherzhaft als „Tripontium“ bezeichnet.

## Beschreibung
Die Drygrange Old Bridge quert den Tweed rund 700 m östlich von Newstead. Der Mauerwerksviadukt überspannt den Fluss mit vier ausgemauerten Segmentbögen. Einer der mittleren Bögen weist die für die Bauzeit beträchtliche lichte Weite von 31 m auf. Die flankierenden Bögen sind nur noch rund 17 m weit. Die Eisbrecher bestehen aus grob behauenem Stein. Flussaufwärts sind sie spitz während sie flussabwärts abgerundet sind. Diese Bauart folgt einem französischen Vorbild, das Robert Mylne bereits einige Jahre zuvor bei der Blackfriars Bridge in London aufgriffen hatte. Für Schottland ist sie für jene Zeit als innovativ zu betrachten. Stevens griff die Bauart kurze Zeit später beim Bau der Teviot Bridge wieder auf. Die Bogenzwickel sind mit Urnenmotiven ornamentiert. Unterhalb der Brüstung verläuft ein Zahnfries. Oberhalb setzen sich die Eisbrecher entlang der Pfeiler fort und enden als Fußgängerbuchten in der Brüstung.